# Psicoterapia en línea
La psicoterapia en línea es la provisión de los servicios profesionales de terapia de salud mental a través de Internet. Estos servicios se ofrecen típicamente mediante correo, chat en tiempo real y videoconferencia.
Algunos pacientes utilizan la psicoterapia en línea conjuntamente con la psicoterapia tradicional cara-a-cara (presencial), y un número creciente de pacientes la utilizan de forma exclusiva en línea (sobre todo en los EE. UU.), reemplazando así completamente a la terapia tradicional mediante visita presencial.
Aunque algunas formas de terapia telefónica (telepsicoterapia) ha tenido lugar durante más de 35 años, la llegada de Internet (con los sistemas en tiempo real de video y chat) y el gran incremento de la penetración de la banda ancha ha resultado en un gran impulso hacia la psicoterapia en línea. Los pacientes utilizan la videoconferencia, el chat en tiempo real y el correo electrónico (asíncrono) con los profesionales de la psicoterapia en lugar, o añadidos, a los servicios de terapia cara-a-cara.

## Beneficios
Las principales líneas de investigación dentro de la psicoterapia en línea han establecido la eficacia de la terapia en línea con unos resultados de los tratamientos por lo menos iguales a los presentados por las sesiones de terapia presenciales tradicionales (cara-a-cara).
La psicoterapia en línea tiene beneficios adicionales a las sesiones presenciales, puesto que permiten al paciente asistir a las sesiones de forma más habitual que en las sesiones tradicionales. Se ha comprobado que el número de no-asistencias a las sesiones virtuales son mucho menores que en la sesiones presenciales.
También existen investigaciones que sugieren que la psicoterapia en línea es más efectiva porque el paciente se muestra más receptivo y menos intimidado que en las sesiones presenciales tradicionales. Esto permitiría al paciente ser más honesto permitiendo así al psicoterapeuta proporcionar un mejor tratamiento.
La psicoterapia en línea también proporciona la necesidad no cubierta de psicoterapia en regiones remotas o de difícil acceso, tradicionalmente no cubiertas por los psicoterapeutas tradicionales. Los residentes rurales y expatriados es más fácil que atiendan a terapia si es en el formato en línea que en su comunidad local.
La psicoterapia en línea también se ha mostrado efectiva con clientes que puedan tener dificultades para acudir a citas durante las horas laborales normales.
Adicionalmente, la investigación también sugiere que la psicoterapia en línea puede ser beneficiosa para las personas con discapacidades y personas en zonas rurales que tradicionalmente infrautilizan los servicios clínicos.
Se ha demostrado que las terapias computarizadas basadas en evidencia pueden ser rentables y al mismo tiempo mejorar la salud mental mediante la prestación de servicios psicológicos en línea. Un estudio realizado por un equipo de investigadores croatas de la Universidad de Zagreb exploró la utilidad de la terapia digital.

## Eficacia
Algunos miembros de la comunidad científica han argumentado que la psicoterapia en línea no podrá nunca reemplazar la terapia cara-a-cara. Actualmente existen diversos estudios científicos que demuestran que la psicoterapia online es efectiva en determinadas situaciones y trastornos. Por otro lado, situaciones severas como la tendencia suicida o un episodio de psicosis se ha sugerido que es mejor atenderlos con métodos tradicionales cara-a-cara.
Cohen y Kerr han llevado a cabo estudios sobre la eficiencia de la psicoterapia en línea para el tratamiento de los trastorno de ansiedad en estudiantes y han concluido que no existe diferencia en el nivel de cambio entre los dos métodos tal y como se ha medido con el State-Trait Anxiety Inventory.
Como uno de los objetivos principales de la psicoterapia es aliviar la angustia, la ansiedad o las preocupaciones experimentadas por un paciente cuando él o ella entra en la terapia, la psicoterapia en línea tiene una gran eficacia en esa definición.
Las encuestas de satisfacción a pacientes tienden a demostrar el alto nivel de satisfacción del paciente con la psicoterapia en línea, mientras que los proveedores algunas veces muestran un nivel de satisfacción menor con los métodos a distancia. Este estudio sugiere que los propios profesionales de la psicoterapia son más críticos con las nuevas tecnologías que sus pacientes.